# Бычков, Михаил Иванович
Михаил Иванович Бычков (22 мая 1926, Москва — 17 мая 1997, Москва) — советский хоккеист и футболист. Мастер спорта СССР по футболу (1949). Заслуженный мастер спорта СССР (1954).

## Биография
Начинал как футболист (защитник) в составе сталинградского «Трактора», затем московского «Торпедо» (в составе последнего выиграл Кубок СССР в 1949).
С 1949 — дебютирует в чемпионате СССР по хоккею в команде «Крылья Советов» в тройке с Петром Котовым и Алексеем Гурышевым.
Бычков сразу заявил о себе — хорошая обводка, волевой, стойкий в силовой борьбе. Он не только закрепился в основном составе, но и вошёл в число кандидатов в сборную Москвы (сборной СССР ещё не было). Из футбола Бычков перенес на хоккейную площадку мужество и отвагу в единоборствах.
Одновременно с хоккеем продолжал играть за футбольное «Торпедо» — в 1954 году провёл 21 матч в чемпионате СССР. Однако уже на следующий год ему как игроку сборной СССР по хоккею с шайбой в приказном порядке отказали в возможности профессионально играть в футбол.
Всего в чемпионатах СССР по футболу — 159 игр (+3 игры аннулированные), из них 135 за «Торпедо».
Умер в 1997 году. Похоронен на Старом Люберецком кладбище.

## Карьера
- 1950—1962 — «Крылья Советов»

## Достижения
- Третий призёр ЗОИ 1960.
- Чемпион мира 1954. Второй призёр ЧМ 1955. Третий призёр ЧМ 1960. На ЧМ и ЗОИ — 21 матч, 5 шайб.
- Чемпион Европы 1955.
- Чемпион СССР 1957. Второй призёр чемпионата СССР 1955, 1956 и 1958. Третий призёр 1951, 1954, 1959 и 1960. В чемпионатах СССР — около 280 матчей, забросил 203 шайбы.
- Обладатель Кубка СССР 1951. Финалист розыгрыша Кубка СССР 1952 и 1954.
- Обладатель Кубка СССР по футболу 1949 и 1952 годов.